# هارون شاری
هارون شاری یا هارون خارجی یک شورشی خارجی‌مذهب بود که در جزیره علیه معتضد، خلیفهٔ وقت، شورش کرده بود و از حمایت حمدان بن حمدون، (رک به حمدانیان) برخوردار بود. سرانجام حمدان بن حمدون به دست معتضد دستگیر شد. فرزند او، حسین بن حمدان، به معتضد پیشنهاد داد که در ازای آزادی پدرش، اعطای ۵۰۰ سواره‌نظام دائم به وی و لغو خراج قبیلهٔ بنی تغلب، هارون را دستگیر کند. روایت دیگری نیز موجود است مبنی بر اینکه یکی از سرداران معتضد پیشنهاد کرد حسین بن حمدان به جنگ فرستاده شود. در هر حال، حسین بن حمدان با سیصد سوار به نبرد هارون رفت و وی را اسیر کرد و تحویل معتضد داد.